# Roncus italicus
Roncus italicus es una especie de arácnido del orden Pseudoscorpionida de la familia Neobisiidae.

## Distribución geográfica
Se encuentra en Cerdeña (Italia).